# Wajdi Bellili
Wajdi Bellili (* 21. Januar 1984) ist ein ehemaliger tunesischer Leichtathlet, der sich auf das Kugelstoßen spezialisiert hat.

## Sportliche Laufbahn
Erste internationale Erfahrungen sammelte Wajdi Bellili vermutlich im Jahr 2002, als er bei den Afrikameisterschaften in Radés mit einer Weite von 15,62 m den vierten Platz belegte. 2004 belegte er bei den Panarabischen Spielen in Algier mit 17,48 m den fünften Platz und im Jahr darauf gelangte er bei den erstmals ausgetragenen Islamic Solidarity Games in Mekka mit 17,40 m den sechsten Platz. Im September belegte er dann auch bei den Arabischen Meisterschaften in Radès mit 16,90 m den sechsten Platz. Er blieb auf nationaler Ebene bis 2016 aktiv, ehe er sich mit 32 Jahren vom Profisport zurückzog.
In den Jahren 2009, 2010 und 2016 wurde Bellili tunesischer Meister im Kugelstoßen.